# In Sorte Diaboli
In Sorte Diaboli je sedmé studiové a první koncepční album norské black metalové kapely Dimmu Borgir. Koncept tohoto alba se projevuje v dějové návaznosti jednotlivých skladeb – dohromady tvoří příběh odehrávající se ve středověké Evropě. Hlavní postavou příběhu je kněz, který začíná pochybovat o své víře a nakonec zaujme místo Antikrista.
Úvodní píseň nazvaná The Serpentine Offering se stala prvním a jediným singlem z tohoto alba.

## Seznam skladeb
1. "The Serpentine Offering" – 5:09
2. "The Chosen Legacy" – 4:17
3. "The Conspiracy Unfolds" – 5:24
4. "The Ancestral Fever" (Evropská bonusová skladba) – 5:51
5. "The Sacrilegious Scorn" – 3:58
6. "The Fallen Arises" – 2:59
7. "The Heretic Hammer" (Severoamerická bonusová skladba) – 4:37
8. "The Sinister Awakening" – 5:09
9. "The Fundamental Alienation" – 5:17
10. "The Invaluable Darkness" – 4:44
11. "The Foreshadowing Furnace" – 5:49
12. "Black Metal" (Venom cover) (Japonská bonusová skladba)

## Umístění v žebříčcích
Ve Spojených státech album debutovalo na 43. místě v žebříčku Billboard 200, během prvního týdnu se jej prodalo na 14 000 kusů. V domovském Norsku se dokonce ihned vyhouplo na první místo – tím se stalo prvním albem black metalové kapely v historii na celém světě, které se toto povedlo. Zároveň se jedná o první norský hudební počin, který se objevil v Billboard 200 od dob kapely A-ha.

## Obsazení
- Shagrath – zpěv
- Silenoz – elektrická kytara
- Galder – elektrická kytara
- Mustis – klávesy
- I.C.S. Vortex – baskytara, hlasy na pozadí, clean vocals
- Hellhammer – bicí
- Fredrik Nordström – producent
- Patrik J. Sten – producent
- Joachim Luetke – design, návrh obalu
- Patric Ullaeus – fotografie